# Дихлорид тетракарбонилосмия
Дихлорид тетракарбонилосмия — неорганическое соединение, 
карбонильный комплекс осмия
с формулой Os(CO)4Cl2,
бесцветные кристаллы.

## Получение
- Реакция хлорида осмия(III) и монооксида углерода под давлением:

{\displaystyle {\mathsf {2\ OsCl_{3}+9CO\ {\xrightarrow {125^{o}C,\ 220bar}}\ 2\ Os(CO)_{4}Cl_{2}+COCl_{2}}}}

## Свойства
Дихлорид тетракарбонилосмия образует бесцветные кристаллы.
Растворяется в полярных органических растворителях (хлороформ, ацетон).
Возгоняется в токе монооксида углерода при 220°С.
Образует цис- и транс-изомеры.